# Taylor Wily
Taylor Tuli Wily (Honolulu, 14 de junio de 1968 - 20 de junio de 2024) fue un actor, luchador de sumo y artista marcial mixto estadounidense. Compitió en la UFC, donde era conocido como Teila Tuli, y también participó en lucha de sumo. Como actor, fue reconocido por su papel recurrente como Kamekona Tupuola en Hawaii Five-0, personaje que también apareció recurrentemente en Magnum P.I..

## Primeros años
Nació en Honolulu, Hawái, el 14 de junio de 1968. Era de ascendencia samoana estadounidense. Primero asistió a la Escuela Secundaria Kahuku, pero luego se trasladó a la Escuela Secundaria Farrington y jugó en el equipo de fútbol americano de la escuela, donde ganó el apodo "Big T". En ese momento pesaba 396 libras (179,6 kg) y jugaba de tackle. Más tarde jugó para los semi-profesionales Kauai Enforcers, un equipo de fútbol americano en la isla de Kauai.

## Carrera en el sumo
En marzo de 1987, Wily fue reclutado por el ex sekiwake Takamiyama Daigorō, otro hawaiano, y se unió al establo Azumazeki, que Takamiyama había fundado el año anterior. Se le dio el shikona (nombre de sumo) de Takamishū Daikichi (高見州 大吉). En una entrevista de 2016 con Sherdog, mencionó sobre su primer combate: "Gané un caso de Spam y algo de arroz, y eso fue todo, me enganché al sumo."
Estuvo invicto en sus primeros 14 combates oficiales, ganando dos campeonatos consecutivos de yūshō o torneos. Con un peso cercano a las 440 lb (199,6 kg) y con una estatura de 6 pies 2 pulgadas, fue uno de los luchadores más grandes en el sumo. En marzo de 1988, fue promovido a la tercera división más alta del sumo, la makushita, y se convirtió en el primer luchador nacido fuera de Japón en ganar el campeonato en esa división. En el mismo mes, el futuro yokozuna Akebono Tarō, también de Hawái, se unió al establo Azumazeki. Como el luchador de rango más alto en el establo, fue mentor de Akebono y le dio consejos sobre cómo adaptarse a la vida en Japón. En marzo de 1989, estaba en el rango de makushita (la división junior superior) y compitió en el Torneo de Sumo de Primavera en Osaka, Japón. Takamishū nunca alcanzó el estatus de sekitori.
No compitió en el siguiente torneo y se retiró del sumo en julio de 1989 debido a problemas en las rodillas.

## Registro de carrera en el sumo
| Año  | Enero Hatsu basho, Tokyo | Marzo Haru basho, Osaka        | Mayo Natsu basho, Tokyo       | Julio Nagoya basho, Nagoya        | Septiembre Aki basho, Tokyo | Noviembre Kyūshū basho, Fukuoka |
| ---- | ------------------------ | ------------------------------ | ----------------------------- | --------------------------------- | --------------------------- | ------------------------------- |
| 1987 | x                        | (Maezumo)                      | East Jonokuchi #7 7–0 Campeón | East Jonidan #48 7–0–P Campeón    | East Sandanme #49 4–3       | West Sandanme #31 5–2           |
| 1988 | East Sandanme #10 4–3    | East Makushita #55 7–0 Campeón | East Makushita #10 2–5        | West Makushita #23 4–3            | East Makushita #16 5–2      | West Makushita #8 5–2           |
| 1989 | West Makushita #4 4–3    | East Makushita #2 3–4          | East Makushita #6 0–0–7       | East Makushita #46 0–0–7 Retirado | x                           | x                               |

## Ultimate Fighting Championship
Después de dejar el sumo, Wily se unió a New Japan Pro Wrestling en septiembre de 1990 y se unió al estable de Tatsumi Fujinami, Dragon Bombers, como aprendiz, junto con el exluchador de sumo Nankairyū Tarō. Sin embargo, el estable se disolvió en 1992 y dejó NJPW. Continuó su entrenamiento, que evolucionó hacia las artes marciales mixtas, preparándose para los primeros Ultimate Fighting Championships. Adoptó el nombre "Teila Tuli" con el que fue anunciado durante la competencia. Explicó su razón diciendo "No querían que viniera con un nombre tan inglés", dijo. "Así que tomé Taylor y lo escribí como lo escribimos aquí en Polinesia, Teila, y usé mi segundo nombre, Tuli, y dejé de lado Wily."
Compitió en el primer combate del UFC 1 en noviembre de 1993, enfrentándose al experto en savate Gerard Gordeau. Este fue el primer combate del UFC transmitido por televisión abierta, ya que un combate anterior no había sido televisado. Tuli se lanzó hacia adelante, pero perdió el equilibrio y recibió una brutal patada en la cabeza que le arrancó algunos dientes, y un puñetazo que le rompió la mano a Gordeau, con el árbitro deteniendo el combate como una victoria por TKO para Gordeau. Reportadamente, varios dientes quedaron incrustados en el pie de Gordeau, mientras que otro cayó en el público. Este fue el único combate de MMA de Tuli. Después sufrió de visión borrosa en un ojo durante varios años.
El combate ha sido descrito como uno de los cinco mejores enfrentamientos David contra Goliat en la historia de las MMA.

## Regreso al sumo
Regresó brevemente a la competencia en 1994, ganando el Campeonato Estatal de Sumo de Hawái celebrado en el Bishop Museum, derrotando a Kenna Heffernan. En ese momento pesaba 425 lb (192,8 kg) y esperaba convertirse en guardia de prisión. En 1995, también participó en el Campeonato Mundial de Sumo en Tokio, compitiendo con el equipo de Estados Unidos, que quedó en segundo lugar.

## Registro de artes marciales mixtas
| 1 Partido      | 0 victoria | 1 derrota |
| por knockout   | 0          | 1         |
| por submission | 0          | 0         |
| por decision   | 0          | 0         |

| Res.    | Record | Adversario     | Método                        | Evento | Fecha                   | Redondo | Tiempo | Ubicación              | Notas                                          |
| ------- | ------ | -------------- | ----------------------------- | ------ | ----------------------- | ------- | ------ | ---------------------- | ---------------------------------------------- |
| Pérdida | 0–1    | Gerard Gordeau | knockout (patada a la cabeza) | UFC 1  | 12 de noviembre de 1993 | 1       | 0:26   | Denver, Estados Unidos | Primera pelea televisada en la historia de UFC |

## Carrera como actor
Apareció como extra en la temporada 1982 de Magnum, P.I., que fue su primera aparición. También tuvo roles pequeños en las series de televisión North Shore y One West Waikiki. Wily tuvo un papel en la película de comedia Forgetting Sarah Marshall como un trabajador de hotel que se hace amigo del personaje principal interpretado por Jason Segel. También apareció en la película de 2017 Radical.
Tuvo un papel recurrente en la serie de televisión Hawaii Five-0 donde interpretó a Kamekona, quien era tanto un informante como un empresario. A lo largo de la serie, el personaje tenía varios trabajos, como dirigir una compañía de tours en helicóptero, una compañía de hawaiian shave ice, o dirigir un camión de camarones. "Es el mejor trabajo del mundo: puedes actuar en Hollywood pero estar aquí en Hawai", dijo. También hizo cameo interpretando al mismo personaje en la serie de reinicio Magnum, P.I. y MacGyver.
Wily hizo una aparición especial como luchador de sumo en "Battle of the Titans", un episodio de One West Waikiki, otra serie de televisión filmada en Hawái.

### Filmografía selecta
| Año       | Película/Serie            | Rol              | Nota             |
| --------- | ------------------------- | ---------------- | ---------------- |
| 2004      | North Shore               | Bartender        | "Ties That Bind" |
| 2008      | Forgetting Sarah Marshall | Kemo             | [ 24 ]           |
| 2010–2020 | Hawaii Five-0             | Kamekona Tupuola | 171 episodios    |
| 2012      | The Amazing Race 20       | Cameo            | 12.ª etapa       |
| 2017      | MacGyver                  | Kamekona Tupuola | [ 27 ]           |
| 2018–2024 | Magnum P.I.               | Kamekona Tupuola | 7 episodios      |

## Fallecimiento
Wily falleció el 20 de junio de 2024, a los 56 años en Hurricane, Utah. Su muerte fue anunciada por la presentadora Lina Girl Langi durante el programa Island Life Live. Según su representante, falleció por "causas naturales". Estaba casado y tenía una hija y un hijo. Peter M. Lenkov y Andre Jackson publicaron homenajes a él en línea. Angela Keen escribió que él visitaba a niños en el Hospital Infantil Shriners.